# Rose Bud, Arkansas
Rose Bud là một thị trấn thuộc quận White, tiểu bang Arkansas, Hoa Kỳ. Năm 2010, dân số của thị trấn này là 482 người.

## Dân số
- Dân số năm 2000: 429 người.
- Dân số năm 2010: 482 người.